# Мартін (Джорджія)
Мартін (англ. Martin) — місто (англ. town) в США, в округах Стівенс і Франклін штату Джорджія. Населення — 336 осіб (2020).

## Географія
Мартін розташований за координатами 34°29′11″ пн. ш. 83°11′49″ зх. д. / 34.48639° пн. ш. 83.19694° зх. д. (34.486475, -83.197053).  За даними Бюро перепису населення США в 2010 році місто мало площу 6,56 км², з яких 6,50 км² — суходіл та 0,06 км² — водойми.

## Демографія
Згідно з переписом 2010 року, у місті мешкала 381 особа в 147 домогосподарствах у складі 117 родин. Густота населення становила 58 осіб/км².  Було 182 помешкання (28/км²).
Расовий склад населення:
| - 83,5 % — білих - 15,5 % — чорних або афроамериканців |

До двох чи більше рас належало 0,5 %. Частка іспаномовних становила 1,6 % від усіх жителів.
За віковим діапазоном населення розподілялося таким чином: 18,4 % — особи молодші 18 років, 67,2 % — особи у віці 18—64 років, 14,4 % — особи у віці 65 років та старші. Медіана віку мешканця становила 44,4 року. На 100 осіб жіночої статі у місті припадало 87,7 чоловіків;  на 100 жінок у віці від 18 років та старших — 90,8 чоловіків також старших 18 років.
Середній дохід на одне домашнє господарство  становив 45 960 доларів США (медіана — 40 135), а середній дохід на одну сім'ю — 50 511 долар (медіана — 40 857). Медіана доходів становила 26 278 доларів для чоловіків та 14 681 долар для жінок. За межею бідності перебувало 20,1 % осіб, у тому числі 32,8 % дітей у віці до 18 років та 0,0 % осіб у віці 65 років та старших.
Цивільне працевлаштоване населення становило 218 осіб. Основні галузі зайнятості: освіта, охорона здоров'я та соціальна допомога — 28,0 %, науковці, спеціалісти, менеджери — 20,2 %, виробництво — 19,3 %.